# یواس‌اس نیانتیک (وای‌تی‌بی-۷۸۱)
یواس‌اس نیانتیک (وای‌تی‌بی-۷۸۱) (به انگلیسی: USS Niantic (YTB-781)) یک کشتی بود که طول آن ۱۰۹ فوت (۳۳ متر) بود. این کشتی در سال ۱۹۶۵ ساخته شد.